# Línguas samur
As línguas Samur  (ou Nuclear Lezgic) estão entre as principais das línguas lezgic, ramo das languages|Lezgic branch]]  Caucasiana nordeste. Somente as línguas Lezgui  e Tabassarão  têm própria literatura.

## Línguas
- Samur Leste
  - Udi – 5.700 falantes
  - Lezgi–Aghul–Tabasaran[1]
    - Lezgui – 784.000 falantes
    - Agul – 28.300 falantes
    - Tabassarão – 128.900 falantes
- Samur Sul
  - Kryts – 6.000 falantes  (1975)
  - Budukh – 1.000 falantes
- Samur Oeste
  - Rutul – 20.000 falantes
  - Tsakhur – 20.073 falantes